# Sainte-Savine
Sainte-Savine település Franciaországban, Aube megyében. Lakosainak száma 10 457 fő (2022. január 1.). Sainte-Savine La Chapelle-Saint-Luc, Les Noës-près-Troyes, La Rivière-de-Corps, Saint-André-les-Vergers, Torvilliers és Troyes községekkel határos.

## Népesség
A település népessége az elmúlt években az alábbi módon változott:
| Lakosok száma | 11 622 | 9614 | 9495 | 10 442 | 10 183 | 10 302 | 10 573 | 10 508 | 10 496 | 10 457 |
|               | 1968   | 1982 | 1990 | 2006   | 2013   | 2015   | 2017   | 2019   | 2020   | 2022   |